# Stranger than Fiction
Stranger than Fiction (Brasil: Mais Estranho que a Ficção / Portugal: Contado Ninguém Acredita) é um filme estadunidense de 2006, do gênero comédia dramática, dirigido por Marc Forster e com roteiro escrito por Zach Helm.
O filme foi rodado em Chicago.

## Elenco
- Will Ferrell.... Harold Crick, um auditor da Receita Federal estadunidense, que em uma quarta-feira diferente de todas as outras começa a ouvir a narração de sua própria vida.
- Maggie Gyllenhaal.... Ana Pascal, uma padeira e ex-estudante de Direito em Harvard por quem Harold se apaixona.
- Dustin Hoffman.... Professor, Jules Hilbert, um mestre literato que, procurado por Harold, dispõe-se a ajudá-lo, procurando entender a trama em que Harold está envolvido - comédia ou tragédia.
- Emma Thompson.... Karen Eiffel, uma famosa escritora, e a narradora da vida de Harold Crick. Os protagonistas de seus livros sempre morrem ao final da história, dum modo trágico e extravagante.
- Queen Latifah.... Penny Escher, uma assistente contratada pela editora que publica os livros de Karen para auxiliá-la a acabar o livro em tempo.
- Tony Hale.... Dave, o único amigo de Harold, que também trabalha na Receita Federal.
- Linda Hunt.... Dra. Mittag-Leffler, uma psiquiatra.
- Tom Hulce.... Dr. Cayly

## Principais prêmios e indicações
- Will Ferrell foi indicado ao Globo de Ouro pelo seu papel neste filme.
- Zach Helm foi indicado ao Writers Guild of America na categoria de melhor roteiro original.

## Recepção da crítica
Stranger than Fiction teve recepção geralmente favorável por parte da crítica especializada. Com base de 35 avaliações profissionais, alcançou uma pontuação de 67% no Metacritic. Por votos dos usuários do site, atinge uma nota de 8.0, usada para avaliar a recepção do público.